# Distretto di Callao
Il distretto di Callao è uno dei sette distretti della provincia costituzionale di Callao (che coincide con l'omonima regione), in Perù. Istituito il 20 agosto 1836, si estende su una superficie di 45,65 chilometri quadrati.

Ha per capitale la città di Callao e nel censimento del 2005 contava 389.579 abitanti.